# 波蘭德裔
在2021年全國人口普查中登記在冊的波蘭德裔（波蘭語：Mniejszość niemiecka w Polsce）人口約有144,200人，其中64,000人宣稱同時有波德血統，45,000人單純為德裔。在2002年的人口普查中，有152,900人稱為德裔。德裔少數族裔的代表認為他們的群體的數字要高一些，因為在共產主義時期被排斥後，少數族裔成員不願說出他們的真實種族。此外，由於實際情況，許多具有部分德國血統的人並不認同他們的德國背景，有些人估計具有不同程度德國血統的波蘭人有400,000到500,000人。
大多數德裔少數民族居住的奧波萊省和西里西亞省的某些地區。在中世紀晚期，講德語的人首先來到這些地區。然而，無論是上西里西亞還是整個波蘭，都沒有任何地方可以將德語視為日常交流的語言。波蘭在上西里西亞的德國少數民族的主要家庭或家庭語言曾經是西里西亞德語（主要是上西里西亞方言），但自1945年以來，標準德語將這些方言取代，除了最古老的幾代人外，德語方言一般都不再使用了。德裔少數民族目前在波蘭共和國下議院有一個席位（1993年至1997年有四個席位），這得益於波蘭選舉法的現行規定，該規定將少數民族免於5%的國家門檻。